# Liste von Leuchttürmen der deutschen Ostsee
Diese Liste führt Leuchttürme der deutschen Ostsee von der Grenze zu Dänemark bis zur Grenze nach Polen auf. Es sind nur Anlagen gelistet, die mehr als nur navigatorische Bedeutung haben, technisch auffällig oder die historisch bedeutsam sind.
Die aktiven Leuchttürme an den deutschen Küsten werden von den Wasserstraßen- und Schifffahrtsämtern unterhalten und betrieben.

## Schleswig-Holstein
Von Flensburg bis nach Lübeck.
| Leuchtturm               | Leuchtturm               | Leuchtturm                    | Ort, Region                   | Koordinaten                      | Gewässer                           | Baujahr/e   | Höhe in m | Höhe in m    | Kennung∡°                          | Reichweite                                                        | UKHO #NGA #   |             |
| Leuchtturm               | Leuchtturm               | Leuchtturm                    | Ort, Region                   | Koordinaten                      | Gewässer                           | Baujahr/e   | Bau       | Feuer        | Kennung∡°                          | Reichweite                                                        | UKHO #NGA #   |             |
| ------------------------ | ------------------------ | ----------------------------- | ----------------------------- | -------------------------------- | ---------------------------------- | ----------- | --------- | ------------ | ---------------------------------- | ----------------------------------------------------------------- | ------------- | ----------- |
| Holnis                   | Holnis                   |                               | Halbinsel Holnis, Glücksburg  | 54° 51′ 42,4″ N, 9° 34′ 24,6″ O  | Flensburger Förde                  | 1896 1967   | 27        | 32           | Iso.W.R.G.6s                       | W: 13 sm (24,1 km)R: 10 sm (19 km)G: 11 sm (20 km)                | C 1134 2928   | [ 1 ]       |
| Kalkgrund                | Kalkgrund                |                               | Flensburger Förde             | 54° 49′ 28,6″ N, 9° 53′ 16,8″ O  | Flensburger Förde, Geltinger Bucht | 1962        | 23        | 24           | Iso.W.R.G.8s                       | 24 sm (44 km)                                                     | C 1113 2900   | [ 2 ] [ 3 ] |
| Falshöft                 | Falshöft                 |                               | Pommerby                      | 54° 46′ 1,5″ N, 9° 57′ 54,2″ O   | Flensburger AußenfördeKieler Bucht | 1910        | 24,4      | 25           | gelöscht 2002                      |                                                                   | C 1108        |             |
| Schleimünde              | Schleimünde              |                               | Lotseninsel                   | 54° 40′ 17,2″ N, 10° 2′ 10,6″ O  | Kieler Bucht, Schlei               | 1871        | 14        | 15           | L.Fl.(3)W.R.G.20s                  | W. 13 sm (24 km) R. 11 sm (20 km) G. 11 sm (20 km) W.6 sm (11 km) | C 1186 3000   |             |
| Eckernförde (Hafen)      | alt                      |                               | Eckernförde                   | 54° 28′ 26,8″ N, 9° 50′ 27,4″ O  | Eckernförder Bucht                 | 1907        | 12        | 13           | gelöscht 1981                      |                                                                   |               |             |
| Eckernförde (Hafen)      | neu                      |                               | Eckernförde                   | 54° 28′ 23,1″ N, 9° 50′ 32,8″ O  | Eckernförder Bucht                 | 1981        | 11        | 11           | Oc.W.R.G.4s                        | W. 6 sm (11 km) R. 4 sm (7 km) G. 3 sm (6 km)                     | C 1210 3072   |             |
| Eckernförde              | alt                      |                               | Eckernförde                   | 54° 27′ 19″ N, 9° 50′ 51,1″ O    | Eckernförder Bucht                 | 1907        | 16        | 30           | gelöscht 1986                      |                                                                   |               |             |
| Eckernförde              | neu                      |                               | Eckernförde                   | 54° 27′ 34,5″ N, 9° 50′ 34″ O    | Eckernförder Bucht                 | 1986        | 27        | 36           | [ A 5 ]                            | [ A 5 ]                                                           | C 1206 3068   |             |
| Bülk                     | Bülk                     |                               | Bülker Huk, Strande           | 54° 27′ 18,8″ N, 10° 11′ 50,2″ O | Kieler Förde                       | 1865        | 26        | 30           | Fl.W.R.G.3s                        | W: 14 sm (26 km) R: 11 sm (20 km) G: 0 sm (0 km)                  | C 1216 3084   |             |
| Friedrichsort            | Friedrichsort            |                               |                               | 54° 23′ 26″ N, 10° 11′ 36,2″ O   | Kieler Förde                       | 1971        | 32        | 33           | Iso.W.R.G.4s F.W.                  |                                                                   | C 1230 3112   |             |
| Holtenau                 | ⮝                        |                               | Kiel-Holtenau                 | 54° 22′ 9,2″ N, 10° 9′ 14,3″ O   | Kieler Förde, Nord-Ostsee-Kanal    | 1895        | 20        | 22           | Oc.(3)W.G.12s                      | W:11 sm (20 km) G:8 sm (15 km)                                    | C 1246 3116   |             |
| Holtenau                 | ⮟                        | Molenfeuer Holtenau Süd       | Kiel-Holtenau                 | 54° 21′ 47,3″ N, 10° 9′ 5,5″ O   | Kieler Förde, Nord-Ostsee-Kanal    | 2014        | 28        | 30           | Oc.(2)W.R.9s                       | 9 sm (17 km)                                                      | C 1248 3120   |             |
| Kiel                     | Kiel                     |                               | Kieler Bucht                  | 54° 29′ 58,6″ N, 10° 16′ 25,3″ O | Kieler Bucht                       | 1967        | 29        | 34           | Iso.W.R.G.6s                       | W:17 sm (31 km) R:14 sm (26 km) G:13 sm (24 km)                   | C 1215 3080   |             |
| Heidkate                 | Heidkate                 |                               | Heidkate, Wisch               | 54° 26′ 2,6″ N, 10° 19′ 0,9″ O   | Kieler Bucht                       | 1987        | 26        | 28           | Fl.R.Y.5s                          | R:6 sm (11 km) Y:6 sm (11 km)                                     | C 1276.2      | [ A 7 ]     |
| Hubertsberg              | Hubertsberg              |                               | Panker, Kreis Plön            | 54° 22′ 40,7″ N, 10° 32′ 34,3″ O | Kieler Bucht                       | 1987        | 9         | 25           | Fl.R.Y.5s                          | R:13 sm (24 km) Y:15 sm (28 km)                                   | C 1276.1      | [ A 7 ]     |
| Neuland                  | Neuland                  |                               | Behrensdorf                   | 54° 21′ 38,3″ N, 10° 36′ 3,3″ O  | Kieler Bucht                       | 1916        | 40        | 40           | Fl.R.Y.                            | 12 sm (22 km)                                                     | C 1276 3136   | [ A 7 ]     |
| Wessek                   | Wessek                   |                               | TrÜbPl Putlos                 | 54° 18′ 58″ N, 10° 48′ 3,2″ O    | Kieler Bucht                       | 1986        | 8         | 13           | Fl.R.Y.5s                          | R:13 sm (24 km) Y:15 sm (28 km)                                   | C 1328.1      | [ A 7 ]     |
| Blankeck                 | Blankeck                 |                               | TrÜbPl Putlos                 | 54° 21′ 13,1″ N, 10° 51′ 58″ O   | Kieler Bucht                       | 1986        | 13        | 15           | Fl.R.Y.5s                          | R:13 sm (24 km) Y:15 sm (28 km)                                   | C 1328.2      | [ A 7 ]     |
| Heiligenhafen, Warnfeuer | Heiligenhafen, Warnfeuer |                               | Heiligenhafen                 | 54° 22′ 53,8″ N, 10° 56′ 7,7″ O  | Kieler Bucht                       | 1986        | 20        | 27           | Fl.R.Y.5s                          | R:13 sm (24 km) Y:15 sm (28 km)                                   | C 1328.3      | [ A 7 ]     |
| Heiligenhafen            | Heiligenhafen            |                               | Heiligenhafen                 | 54° 22′ 1,8″ N, 11° 1′ 16,8″ O   | Fehmarnsund                        | 1907/1938   | 14        | 17           | Oc.(2)W.R.G.9s                     | W:13 sm (24 km) R:10 sm (19 km) G:9 sm (16,7 km)                  | C 1328 3156   |             |
| Strukkamphuk             | Strukkamphuk             |                               | Strukkamp, Fehmarn            | 54° 24′ 33,7″ N, 11° 5′ 44,2″ O  | Fehmarnsund                        | 1872 1935   | 5         | 7            | Iso.W.R.3s                         | W:8 sm (15 km), 3 sm (6 km) R:6 sm (11 km)                        | C 1288 3216   |             |
| Flügge                   | Flügge                   |                               | Flügge, Fehmarn               | 54° 26′ 27,3″ N, 11° 1′ 3,6″ O   | Fehmarnsund                        | 1872 1915   | 38        | 3738         | Oc.(4)W.20sDir.F.W.                | 25 sm (46 km)17 sm (31 km)                                        | C 1288.1 3220 |             |
| Westermarkelsdorf        | alt                      |                               | Westermarkelsdorf, Fehmarn    | 54° 31′ 38,5″ N, 11° 3′ 29,1″ O  | Fehmarnbelt                        | 1882        | 16        | 18           |                                    |                                                                   | C 1280 3164   |             |
| Westermarkelsdorf        | neu                      | 54° 31′ 39″ N, 11° 3′ 30,3″ O | Westermarkelsdorf, Fehmarn    | Juli 2021                        | Fehmarnbelt                        | 17          | 24        | L.Fl.W.R.10s | W:18 sm (33 km) R:14 sm (26 km)    |                                                                   | C 1280 3164   |             |
| Marienleuchte            | neu                      |                               | Marienleuchte, Fehmarn        | 54° 29′ 41,9″ N, 11° 14′ 17,6″ O | Fehmarnbelt                        | 1964        | 33        | 40           | Fl.(4)W.R.15s                      | W:22 sm (41 km) R:18 sm (33 km)                                   | C 1284 3188   |             |
| Marienleuchte            | alt                      |                               | Marienleuchte, Fehmarn        | 54° 29′ 37,1″ N, 11° 14′ 15,1″ O | Fehmarnbelt                        | 1832–1967   | 18        | 19           | Fl.W.R.30s                         |                                                                   |               |             |
| Staberhuk                | Staberhuk                |                               | Stabenhof, Fehmarn            | 54° 24′ 9,3″ N, 11° 18′ 39,1″ O  | Fehmarnsund, Mecklenburger Bucht   | 1903        | 23        | 25           | Oc.(2)W.G.16s                      | W:18 sm (33 km) G:14 sm (26 km)                                   | C 1286 3192   |             |
| Dahmeshöved              | Dahmeshöved              |                               | Dahme, Kreis Ostholstein      | 54° 12′ 6,4″ N, 11° 5′ 24,8″ O   | Lübecker Bucht                     | 1879        | 29        | 34           | Fl.(3)W.12s                        | 23 sm (43 km)                                                     | C 1342 3244   |             |
| Pelzerhaken              | Pelzerhaken              |                               | Neustadt in Holstein          | 54° 5′ 7,9″ N, 10° 52′ 1,1″ O    | Lübecker Bucht                     | 1843        | 19        | 21           | L.Fl.(2)W.R.G.20s                  | W:14 sm (26 km) R:11 sm (20 km) G:9 sm (16,7 km)                  | C 1346 3248   |             |
| Travemünde, Nordermole   | Travemünde, Nordermole   |                               | Nordermole, Lübeck-Travemünde | 53° 57′ 42,9″ N, 10° 53′ 21,1″ O | Lübecker Bucht                     | 1967 2013   | 12        | 14           | Oc.R.G.4s                          | 6 sm (11 km)                                                      | C 1362 3308   |             |
| Travemünde               | neu                      |                               | Lübeck-Travemünde             | 53° 57′ 43,6″ N, 10° 52′ 53,7″ O | Lübecker Bucht                     | 1974        | 114       | 119          | Fl.W.R.4s                          | W:19 sm (35 km) R:15 sm (28 km)                                   | C 1360 3304   | [ A 8 ]     |
| Travemünde               | alt                      |                               | Lübeck-Travemünde             | 53° 57′ 38,3″ N, 10° 52′ 45,7″ O | Lübecker Bucht                     | (1226) 1539 | 31        | 32           | Fl.(2).W.9s gelöscht 7. April 1972 | 21 sm (39 km)                                                     |               | [ A 9 ]     |

Anmerkungen
```
 
🢁
 
Oberfeuer (hinten)
 
⊙
 
Mittelfeuer
 
🢃
 
Unterfeuer (vorne)
 
⮞
 
Ost
 
⮟
 
Süd
 
⮜
 
West
 
⮝
 
Nord
```

1. ↑  Sektoren Holnis:
  - W 60–66,5°, 91,5–189°, 196–203°, 289–294,5°
  - R 53–60°, 189–196°, R 203–208°, 294,5–302°
  - G 66,5–91,5°, 283–289°
2. ↑  Sektoren Kalkgrund: W. 012°-062°, R.-084°, W.-100°, R.-120°, W.-131°30', G.-157°, W.-164°, R.-190°, W.-252°36', G.-258°, W.-265°, R.-292°, W.-308°, R.-012°
3. ↑  Sektoren Schleimunde: R. 144°-201°, G.-275°, W.-296°, R.-006°, W. (schwächer)-100°
4. ↑  Sektoren Eckernförde (Hafen): W. 195°-251°, G.-293°, W.-315°, R.-003°
5. ↑  
Eckernförde Lichter:
| Kennung         | Reichweite                                         | ∡°                                |
| --------------- | -------------------------------------------------- | --------------------------------- |
| Dir.Oc.W.R.G.4s | W: 21 sm (39 km) R: 17 sm (31 km) G: 18 sm (33 km) | G: 237°-242° W: -244°30' R: -251° |
| Fl.(2)W.9s      | 21 sm (39 km)                                      | 251°-268°                         |
| F.W.R.          | W: 12 sm (22 km) R: 8 sm (15 km)                   | W: 180°-193° R: -208° W: -237°    |
6. ↑  Sektoren:Bülk: W. 127°-146°, R.-213°, G.-228°, W.-235°30', R.-238°30', W.-262°, G.-43°
7. 1 2 3 4 5 6  
Warnfeuer der Bundesmarine bei Schießübungen; kein eingetragenes Seezeichen und keine Bedeutung für die Navigation
8. ↑  Auf dem Dach das mit 117 m höchste Leuchtfeuer Europas.
9. ↑  Ältester Leuchtturm Deutschlands

## Mecklenburg-Vorpommern
Von Poel bis nach Usedom.
| Leuchtturm         | Leuchtturm                            | Leuchtturm | Ort, Region                        | Koordinaten                      | Gewässer                                 | Baujahr/e  | Höhe in m | Höhe in m | Kennung∡°                            | Reichweite                                      | UKHO # NGA #              |                |
| Leuchtturm         | Leuchtturm                            | Leuchtturm | Ort, Region                        | Koordinaten                      | Gewässer                                 | Baujahr/e  | Bau       | Feuer     | Kennung∡°                            | Reichweite                                      | UKHO # NGA #              |                |
| ------------------ | ------------------------------------- | --- | ---------------------------------- | -------------------------------- | ---------------------------------------- | ---------- | --------- | --------- | ------------------------------------ | ----------------------------------------------- | ------------------------- | -------------- |
| Timmendorf         | Timmendorf                            | | Timmendorf, Poel                   | 54° 0′ N, 11° 23′ O              | Wismarer Bucht                           | 1872       | 21        | 21,1      | Iso.W.R.G.6s                         | W:16 sm (30 km) R:16 sm (30 km) G:16 sm (30 km) | C 1386 3328               |                |
| Gollwitz           | ⮝                                     | | Poel                               | 54° 1′ 25,9″ N, 11° 28′ 14,2″ O  | Wismarer Bucht, Hafenzufahrt Wismar      | 1929, 1953 | 10        | 13        | Iso.W.R.G.4s                         | W:19 sm (35 km) R:16 sm (30 km) G:14 sm (26 km) | C 1398.5 3331             |                |
| Gollwitz           | ⮜                                     | Gollwitz-W, 2007 | Poel                               | 54° 1′ N, 11° 28′ O              | Wismarer Bucht, Hafenzufahrt Wismar      | 1995       | 21        | 23        | Oc.W.R.G.5s                          | W:18 sm (33 km) R:14 sm (26 km) G:13 sm (24 km) | C 1398 3330               |                |
| Buk                | Buk                                   | | Bastorf                            | 54° 7′ 54,3″ N, 11° 41′ 36,5″ O  | Mecklenburger Bucht                      | 1878       | 21        | 95        | L.Fl.(4)W.R.45sR:40°-73°, W:73°-265° | W:24 sm (44 km) R:20 sm (37 km)                 | C 1400 3412               |                |
| Warnemünde         | Warnemünde                            | | Rostock-Warnemünde                 | 54° 10′ 53,2″ N, 12° 5′ 8,9″ O   | Mecklenburger Bucht, Hafen Rostock,      | 1898       | 31        | 34        | Fl.(3+1)W.24s62°-242°                | 20 sm (37 km)                                   | C 1404 3428               |                |
| Warnemünde, Molen  | ⮜                                     | | Rostock-Warnemünde                 | 54° 11′ 12,8″ N, 12° 5′ 15,2″ O  | Mecklenburger Bucht, Hafen Rostock,      | 1874, 1985 | 12,5      | 14        | Iso.G.4s                             | 6 sm (11 km)                                    | C 1405 3452               |                |
| ⮞                  |                                       | 54° 11′ 13,5″ N, 12° 5′ 26,8″ O | Rostock-Warnemünde                 | 1962, 1998                       | Mecklenburger Bucht, Hafen Rostock,      | 12,1       | 14        | Iso.R.4s  | 6 sm (11 km)                         | C 1405.1                                        |                           |                |
| Wustrow            | Rotes X oder Kreuzchensymbol für nein | | Wustrow, Vorpommern-Rügen          | 54° 20′ 8,8″ N, 12° 22′ 33″ O    | Mecklenburger Bucht, Saaler Bodden       | 1911/1933  | 10        | 12        | Oc.(3)W.12s 31.03.2014 gelöscht      | 16 sm (29,6 km)                                 | C 1436 BSH: 215940        | [ A 4 ]        |
| Wustrow, Seebrücke | Wustrow, Seebrücke                    | | Wustrow, Vorpommern-Rügen          | 54° 21′ 8,7″ N, 12° 23′ 3,5″ O   | Mecklenburger Bucht, Saaler Bodden       | 2014       | 8         | 11        | Oc.(3)W.12s                          | 13 sm (24,1 km)                                 | C 1436 3512               | [ A 5 ]        |
| Darßer Ort         | Darßer Ort                            | | Darßer Ort                         | 54° 28′ 22,1″ N, 12° 30′ 8,2″ O  | Untiefen der Darßer Schwelle, Kadetrinne | 1848       | 31        | 33        | Fl.(2+4)W.22s                        | 23 sm (43 km)                                   | C 1440 3516               |                |
| Gellen             | Gellen                                | | Neuendorf, Insel Hiddensee         | 54° 30′ 29,3″ N, 13° 4′ 27,9″ O  | Gellenstrom                              | 1907       | 10        | 11        | Oc.(2)W.R.G.10s                      | W:15 sm (28 km) R:11 sm (20 km) G:10 sm (19 km) | C 2586 5868               |                |
| Dornbusch          | Dornbusch                             | | Hiddensee                          | 54° 35′ 57″ N, 13° 7′ 9,9″ O     | Ostsee                                   | 1888       | 28        | 95        | Fl.W.R.10s                           | W:25 sm (46 km) R:20 sm (37 km)                 | C 2588 5864               |                |
| Kap Arkona         | Kap Arkona                            | | Wittow, Rügen                      | 54° 40′ 46,3″ N, 13° 25′ 57,5″ O | Ostsee                                   | 1902       | 35        | 75        | Fl.(3)W.17.1s                        | 22 sm (41 km)                                   | C 2592 59000              |                |
| Ranzow             | Rotes X oder Kreuzchensymbol für nein | | Halbinsel Jasmund                  | 54° 35′ 4,3″ N, 13° 38′ 4,4″ O   | Tromper Wiek                             | 1905       | 6,5       | 55        | Fl.W.5s 01.10.1999 gelöscht          | 14 sm (26 km)                                   | C 2594 5940 FED-193       | [ A 6 ] [ 4 ]  |
| Kolliker Ort       | Kolliker Ort                          | | Jasmund, Rügen                     | 54° 33′ 44,6″ N, 13° 40′ 45,3″ O | Prorer Wiek, Pommersche Bucht            | 1905       | 7         | 30        | Fl.W.R.6s                            | W:10 sm (19 km) R:7 sm (13 km)                  | C 2596 5912 BSH: 218940   | [ A 7 ]        |
| Sassnitz, Molen    | ⮜ 🢃                                   | | Sassnitz                           | 54° 30′ 29,6″ N, 13° 38′ 12,2″ O | Pommersche Bucht                         | 1909, 1977 | 7         | 1110      | F.R.Oc.(2)R.10s                      | 9 sm (16,7 km)3 sm (5,6 km)                     | C 2604 5920 BSH: 219910   |                |
| Sassnitz, Molen    | ⮜ 🢁                                   | Neues OF, 2016 | Sassnitz                           | 54° 30′ 39,9″ N, 13° 38′ 13,5″ O | Pommersche Bucht                         | 1969, 2016 | 10        | 14        | Oc.(2)R.10s                          | 9 sm (17 km)                                    | C 2604.1 5928             | [ A 8 ]        |
| Sassnitz, Molen    | ⮞                                     | | Sassnitz                           | 54° 30′ 21,7″ N, 13° 38′ 14,4″ O | Pommersche Bucht                         | 1904, 1937 | 12        | 15        | Oc.W.R.G.6s                          | W:12 sm (22 km) R:8 sm (15 km) G:7 sm (13 km)   | C 2602 5916               |                |
| Mukran, Mole       | ⮝                                     | | Fährhafen Sassnitz                 | 54° 28′ 35,2″ N, 13° 35′ 51,6″ O | Fährhafen Sassnitz, Pommersche Bucht     | 1995       | 14        | 16        | Iso.G.4s                             | 10 sm (19 km)                                   | C 2614 5938.7             |                |
| Lauterbach         | Rotes X oder Kreuzchensymbol für nein | Leuchtfeuer Lauterbach, bis 2021 | Insel Rügen                        | 54° 20′ 32,9″ N, 13° 30′ 0,3″ O  | Rügischer Bodden                         | 1913       | 13        | 15        | Oc.(2)R.10s 14.06.2021 gelöscht      | 16 sm (29,6 km)                                 | C 2652.71 BSH: 215940     | [ A 9 ] [ 5 ]  |
| Lauterbach         | Lauterbach                            | | Insel Rügen                        | 54° 20′ 32,9″ N, 13° 30′ 0,3″ O  | Rügischer Bodden                         | 2021       | 8         | 10        | Dir.Oc.(2)W.R.G.10s                  | W:3 sm (6 km) R:3 sm (6 km) G:3 sm (6 km)       | C 2652.4 5988 BSH: 221020 | [ A 10 ]       |
| Vilm               | Vilm                                  | Bild gesucht Die Wikipedia wünscht sich an dieser Stelle ein Bild vom hier behandelten Ort. Weitere Infos zum Motiv findest du vielleicht auf der Diskussionsseite . Falls du dabei helfen möchtest, erklärt die Anleitung , wie das geht. BW | Insel Vilm                         | 54° 19′ 25,1″ N, 13° 32′ 35,4″ O | Rügischer Bodden                         | 2021       | 8         | 23        | Fl.W.R.G.4s                          | W:7 sm (13 km) R:4 sm (7 km) G:4 sm (7 km)      | C 2652 5976               | [ 6 ]          |
| Greifswalder Oie   | Greifswalder Oie                      | | Insel Greifswalder Oie             | 54° 14′ 56,3″ N, 13° 55′ 26,5″ O | Greifswalder Bodden, Pommersche Bucht    | 1855       | 39        | 49        | Fl.W.3.8s                            | 26 sm (48 km)                                   | C 2662 5940 BSH: 219470   | [ A 11 ] [ 7 ] |
| Peenemünde         | Peenemünde                            | | Peenemünde, Usedom                 | 54° 11′ 8″ N, 13° 46′ 31″ O      | Greifswalder Bodden, Peenestrom          | 1954       | 11        | 12        | Oc.W.R.G.6s                          | W:9 sm (17 km) R:6 sm (11 km) G:5 sm (9 km)     | C 2659 5968               |                |
| Zinnowitz          | Zinnowitz                             | | Zinnowitz, Vorpommern-Greifswald   | 54° 5′ 3″ N, 13° 55′ 1″ O        | Ostsee                                   | 2006       | 14        | 14        | Fl.Y.4s                              | 5 sm (9 km)                                     | C 2666                    | [ A 12 ]       |
| Ueckermünde        | Ueckermünde                           | | Ueckermünde, Vorpommern-Greifswald | 53° 45′ 0″ N, 14° 4′ 0,1″ O      | Uecker, Stettiner Haff                   | 1844, 2000 | 11        | 12        | Oc.W.6s113°-293°                     | 10 sm (19 km)                                   | C 2860 6484               | [ A 13 ]       |

Anmerkungen
```
 
🢁
 
Oberfeuer (hinten)
 
⊙
 
Mittelfeuer
 
🢃
 
Unterfeuer (vorne)
 
⮞
 
Ost
 
⮟
 
Süd
 
⮜
 
West
 
⮝
 
Nord
```

1. ↑  Sektoren Leuchtturm Timmendorf:W:049°-054°30', G:-073°30', W:-079°, R:-125°, G:-135°, W:-137°, R:-196°, G:-202°30', W:-211°30', R:-220°
2. ↑  Sektoren Gollwitz-N:
  - W 164–166°
  - R 166–168°
  - G 162–164°
3. ↑  Sektoren Gollwitz-W:
  - W 85–86,5°
  - R 86,5–116°
  - G 80–85°
4. ↑  Der alte Leuchtturm Wustrow wurde 2016 abgerissen
5. ↑  Ersatz für den alten Leuchtturm Wustrow mit gleicher Registrierung.
6. ↑  Der Leuchtturm wurde 1904 von der Firma Julius Pintsch aus 24 gusseisernen Segmenten gefertigt. Die Optik bestand aus 2 Parabolspiegeln mit je einer Scheinwerferlinse davor, die sich drehte. 1936 elektrifiziert, 1978 fernüberwacht. 2002 abgebaut und von 2004-2019 im Flächendenkmal auf Arkona aufgestellt. Seit 2021 nach Restaurierung als Sektorenleitfeuer wieder in Lauterbach aktiv.
7. ↑  Der Leuchtturm wurde 1904 von der Firma Julius Pintsch aus 24 gusseisernen Segmenten gefertigt. Der 6 m dicke weiß-grüne Leuchtturm mit einem grünen Spitzdach stand 30 m über dem Meeresspiegel.
8. ↑  Als erstes deutsches Seezeichen wurde das Toppzeichen des Oberfeuers Sassnitz auf den neuen IALA-Standard umgerüstet, weitere werden folgen.
9. ↑  Das alte Leittfeuer Lauterbach wurde 2021 zurückgebaut
10. ↑  Der Leuchtturm wurde 1904 von der Firma Julius Pintsch aus 24 gusseisernen Segmenten gefertigt. Seit 2021 nach Restaurierung als Sektorenleitfeuer als Ersatz für das alte Leitfeuer Lauterbach wieder aktiv.}
11. ↑  Der achteckige Bau ist Deutschlands östlichster größerer Leuchtturm. Als einziger Leuchtturm an der Ostsee hat er ein linksdrehendes Licht. Die Drehrichtung eines Seefeuers ist nur für die in der näheren Umgebung des Turmes sich aufhaltenden Personen erkennbar. Die Drehrichtung (im Uhrzeigersinn oder linksdrehend, von oben gesehen) ist in nautischen Unterlagen nicht festgehalten. Heute gibt es weitere Linksläufer.
12. ↑  Der Mast dieser Tauchglocke ist auch als offizielles Seezeichen (Leuchtturm) eingetragen.
13. ↑  Östlichster Leuchtturm Deutschlands